# Aquinnah
Aquinnah (före 1998 Gay Head) är en kommun (town)  på ön Martha's Vineyard i Dukes County i delstaten  Massachusetts, USA med cirka 344 invånare (2000). Den har enligt United States Census Bureau en area på 105,6 km² varav 91,7 km² är vatten.

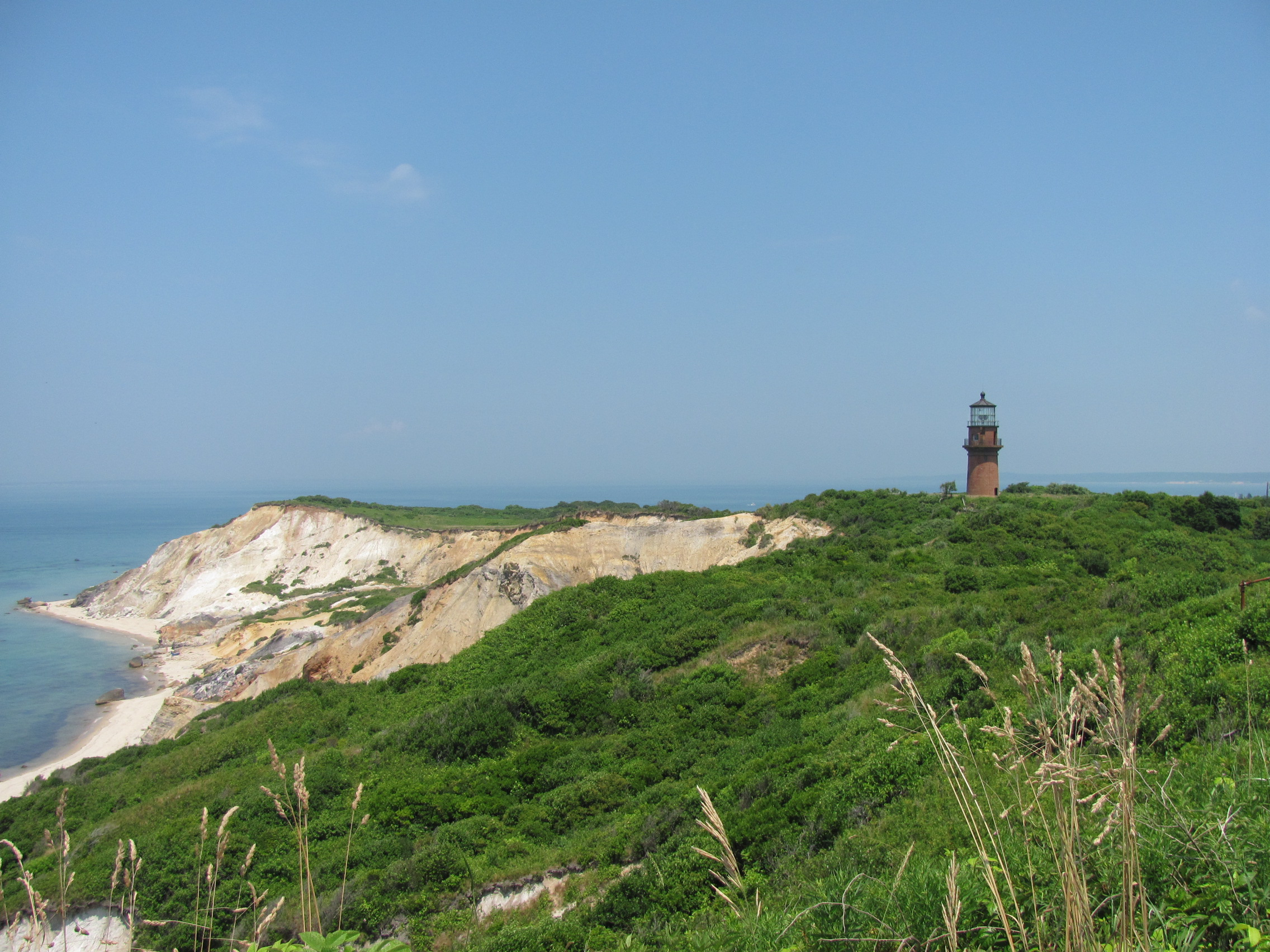